# The Very Best of Macy Gray
The Very Best of Macy Gray é um álbum de greatest hits da cantora soul americana Macy Gray lançado em 2004.
O álbum possui os singles que fizeram sucesso nos três últimos álbuns da cantora e duas novas faixas (uma é um re-lançamento da música de 1975 do grupo Aerosmith "Walk This Way"), três remixes, três novos singles, e a faixa "Demons", uma colaboração de Fatboy Slim. O álbum falhou em atrair atenção mas foi o álbum mais vendido de Gray no Reino Unido.

## Faixas
1. "I Try"  – 3:59
2. "Do Something" – 4:57
3. "Still"  – 4:15
4. "Why Didn't You Call Me"  – 3:14
5. "I've Committed Murder"  – 4:59
6. "Sexual Revolution"  – 4:45
7. "Sweet Baby" (com Erykah Badu)  – 3:49
8. "Boo"  – 4:25
9. "When I See You"  – 3:43
10. "It Ain't the Money" (com Pharoahe Monch)  – 4:07
11. "She Ain't Right for You"  – 4:12
12. "Love Is Gonna Get You"  – 3:00
13. "Walk This Way"  – 3:31
14. "Demons" (Fatboy Slim com Macy Gray)  – 3:14